# Сантин, Серхио
Серхио Родольфо Сантин Спинелли (исп. Sergio Rodolfo Santín Spinelli; род. 6 августа 1956, Сальто) — уругвайский футболист, выступавший на позиции полузащитника за сборную Уругвая.

## Клубная карьера
Серхио Сантин начинал карьеру футболиста в уругвайском клубе «Данубио». В 1980 году он перешёл в колумбийскую команду «Кукута Депортиво», а в 1981 году — в колумбийский «Атлетико Насьональ». В 1984 году Сантин вернулся на родину, став игроком «Пеньяроля».
В 1986 году он провёл ряд матчей за бразильский «Сантос», после чего играл за колумбийскую «Америку» из Кали. В конце октября 1987 года Сантин сыграл за неё во всех трёх матчах финала Кубка Либертадорес против «Пеньяроля», закончившегося общим поражением колумбийцев. В следующем розыгрыше Кубка Либертадорес он забил два гола (оба в рамках группового этапа в ворота уругвайской команды «Монтевидео Уондерерс») и дошёл с командой до полуфинала, где колумбийцы уступили уругвайскому «Насьоналю».
Заканчивал свою карьеру футболиста Сантин в колумбийском клубе «Онсе Кальдас» в 1991 году.

## Карьера в сборной
Серхио Сантин был включён в состав сборной Уругвая на чемпионат мира 1986 года в Мексике, где он выходил в стартовом составе во всех четырёх матчах своей команды на турнире: группового этапа с ФРГ, Данией, Шотландией и 1/8 финала с Аргентиной.

## Достижения
«Атлетико Насьональ»
- Чемпион Колумбии (1): 1981

 «Пеньяроль»
- Чемпион Уругвая (1): 1985

 «Америка Кали»
- Чемпион Колумбии (1): 1986